# British Academy Film Awards 2024
Die 77. Verleihung der British Academy Film Awards (umgangssprachlich BAFTA Awards) fand am 18. Februar 2024 im Southbank Centre in London statt. Die Mitglieder der British Academy of Film and Television Arts (BAFTA) zeichneten dabei die aus ihrer Sicht besten Filmproduktionen des Jahres 2023 aus. Die Filmpreise wurden in 24 Kategorien verliehen. Zusätzlich wurde mit dem Rising Star Award ein Publikumspreis vergeben. Als Sponsor trat das britische Mobilfunkunternehmen EE Limited auf, weshalb die Verleihung offiziell als EE British Academy Film Awards bezeichnet wurde.

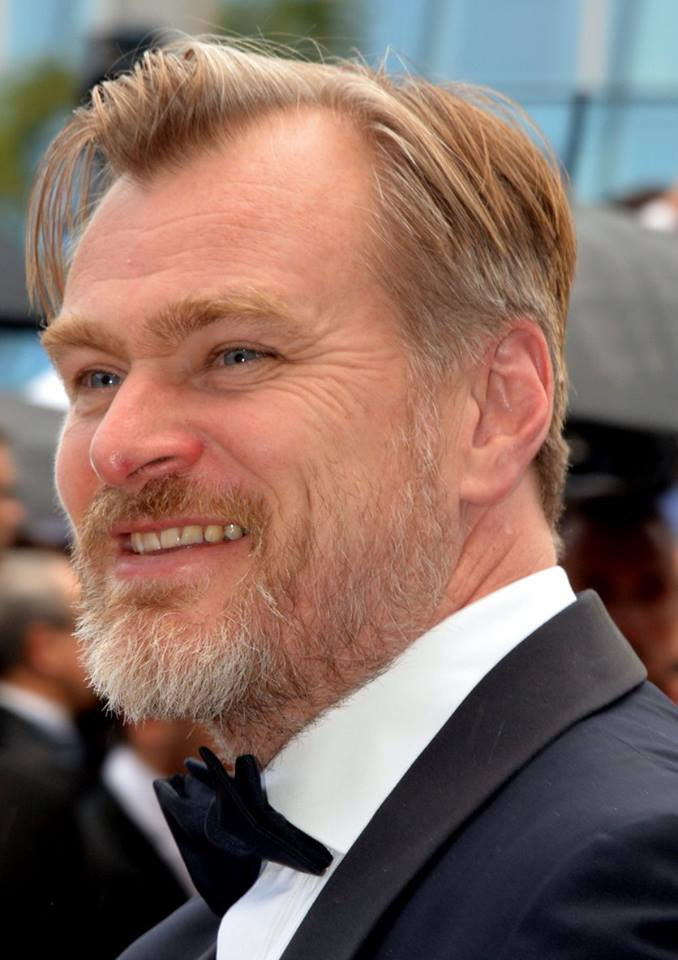
Christopher Nolan, Regisseur, Drehbuchautor und Produzent des preisgekrönten Films Oppenheimer

Erfolgreichster Film wurde die britisch-amerikanische Koproduktion Oppenheimer von Christopher Nolan, die im Vorfeld auch die meisten Nominierungen erhalten hatte. Das Werk triumphierte unter anderem in den Kategorien Film, Regie, Haupt- und Nebendarsteller und konnte insgesamt sieben seiner 13 Nominierungen in Siege umsetzen. Fünf Auszeichnungen erhielt Giorgos Lanthimos’ Literaturverfilmung Poor Things, darunter der BAFTA Award für Hauptdarstellerin Emma Stone. Auf drei Preise kam Jonathan Glazers deutschsprachiges Drama The Zone of Interest, das unter anderem als bester britischer Film und als beste nicht-englischsprachige Produktion geehrt wurde.
Die Nominierten für den Nachwuchsdarstellerpreis Rising Star Award wurden bereits am 10. Januar 2024 bekanntgegeben, die weiteren Nominierungen am 18. Januar 2024.
| Film                                           | N  | A |
| ---------------------------------------------- | -- | - |
| Oppenheimer                                    | 13 | 7 |
| Poor Things                                    | 11 | 5 |
| The Zone of Interest                           | 09 | 3 |
| Killers of the Flower Moon                     | 09 | 0 |
| The Holdovers                                  | 07 | 2 |
| Anatomie eines Falls                           | 07 | 1 |
| Maestro                                        | 07 | 0 |
| All of Us Strangers                            | 06 | 0 |
| Barbie                                         | 05 | 0 |
| Saltburn                                       | 05 | 0 |
| Napoleon                                       | 04 | 0 |
| How to Have Sex                                | 03 | 0 |
| Past Lives – In einem anderen Leben            | 03 | 0 |
| 20 Tage in Mariupol                            | 02 | 1 |
| Die Farbe Lila                                 | 02 | 0 |
| Mission: Impossible – Dead Reckoning Teil Eins | 02 | 0 |
| Rye Lane                                       | 02 | 0 |
| Spider-Man: Across the Spider-Verse            | 02 | 0 |

## Besonderheiten
Im Sommer 2023 erklärte Emma Baehr, Executive Director of Awards & Content bei der British Academy of Film and Television Arts, dass die 77. British Academy Film Awards in veränderter Form stattfinden werden und stellte eine Reihe neuer Regularien vor. Dies sei der eingegangenen Selbstverpflichtung der BAFTA geschuldet, gleiche und faire Wettbewerbsbedingungen für alle zu schaffen und einen „konstruktiven Wandel der Branchenkultur“ herbeizuführen.
Wie seit 2020 wird bei der Vorauswahl für die Regiekategorie Parität zwischen männlichen und weiblichen Filmschaffenden hergestellt. Neu war, dass sich die Vorauswahl künftig auf bis zu 17 statt wie bislang 16 Personen erstrecken kann, um nicht-binäre Personen besser berücksichtigen zu können. Nominiert wurden im Anschluss in der Regiekategorie nach wie vor sechs Filmschaffende.
Zudem mussten im Vereinigten Königreich realisierte Produktionen, die sich für eine Berücksichtigung in den Kategorien Bester britischer Film und für die beste Filmdebütleistung eines britischen Drehbuchautors, Regisseurs oder Produzenten bewerben wollten, nachweisen können, dass sie mit klaren Regeln zum Umgang mit Belästigung oder ähnlichem Fehlverhalten arbeiteten. Diese Regeländerung wurde bereits im Dezember 2022 bekanntgegeben. Ebenso waren die neuen Diversitätsstandards des British Film Institute einzuhalten.

## Preisträger und Nominierungen

### Bester Film
Oppenheimer – Produktion: Christopher Nolan, Charles Roven und Emma Thomas
- Anatomie eines Falls (Anatomie d’une chute) – Produktion: Marie-Ange Luciani und David Thion
- The Holdovers – Produktion: Mark Johnson
- Killers of the Flower Moon – Produktion: Dan Friedkin, Daniel Lupi, Martin Scorsese und Bradley Thomas
- Poor Things – Produktion: Ed Guiney, Giorgos Lanthimos, Andrew Lowe und Emma Stone

### Bester britischer Film
The Zone of Interest – Regie/Drehbuch: Jonathan Glazer; Produktion: Ewa Puszczyńska und James Wilson
- All of Us Strangers – Regie/Drehbuch: Andrew Haigh; Produktion: Graham Broadbent, Peter Czernin und Sarah Harvey
- Georgie (Scrapper) – Regie/Drehbuch: Charlotte Regan; Produktion: Theo Barrowclough
- How to Have Sex – Regie/Drehbuch: Molly Manning Walker; Produktion: Konstantinos Kontovrakis, Emily Leo und Ivana MacKinnon
- Napoleon – Regie: Ridley Scott; Drehbuch: David Scarpa; Produktion: Mark Huffam, Ridley Scott und Kevin J. Walsh
- The Old Oak – Regie: Ken Loach; Drehbuch: Paul Laverty; Produktion: Rebecca O’Brien
- Poor Things – Regie: Giorgos Lanthimos; Drehbuch: Tony McNamara; Produktion: Ed Guiney, Giorgos Lanthimos, Andrew Lowe und Emma Stone
- Rye Lane – Regie: Raine Allen-Miller; Drehbuch: Nathan Bryon und Tom Melia; Produktion: Yvonne Isimeme Ibazebo und Damian Jones
- Saltburn – Regie/Drehbuch: Emerald Fennell; Produktion: Emerald Fennell, Josey McNamara und Margot Robbie
- Wonka – Regie: Paul King; Drehbuch: Simon Farnaby und Paul King; Produktion: Alexandra Derbyshire und David Heyman

### Bester nicht-englischsprachiger Film
The Zone of Interest – Regie: Jonathan Glazer
- 20 Tage in Mariupol (20 днів у Маріуполі, 20 dniw u Mariupoli) – Regie: Mstyslaw Tschernow; Produktion: Raney Aronson-Rath
- Anatomie eines Falls (Anatomie d’une chute) – Regie: Justine Triet; Produktion: Marie-Ange Luciani und David Thion
- Past Lives – In einem anderen Leben (Past Lives) – Regie: Celine Song; Produktion: David Hinojosa, Pamela Koffler und Christine Vachon
- Die Schneegesellschaft (La sociedad de la nieve) – Regie: J. A. Bayona; Produktion: Belén Atienza

### Bestes Debüt eines britischen Drehbuchautors, Regisseurs oder Produzenten
Earth Mama – Regie/Drehbuch: Savanah Leaf; Produktion: Savanah Leaf, Shirley O’Connor und Medb Riordan
- Blue Bag Life – Regie: Rebecca Lloyd-Evans und Lisa Selby; Produktion: Alex Fry und Rebecca Lloyd-Evans
- Bobi Wine: The People’s President – Regie: Christopher Sharp
- How to Have Sex – Regie/Drehbuch: Molly Manning Walker
- Is There Anybody Out There? – Regie: Ella Glendining

### Bester Animationsfilm
Der Junge und der Reiher (The Boy and the Heron) – Regie: Hayao Miyazaki; Produktion: Toshio Suzuki
- Chicken Run: Operation Nugget (Chicken Run: Dawn of the Nugget) – Regie: Sam Fell; Produktion: Leyla Hobart und Steve Pegram
- Elemental – Regie: Peter Sohn; Produktion: Denise Ream
- Spider-Man: Across the Spider-Verse – Regie: Joaquim Dos Santos, Kemp Powers und Justin K. Thompson; Produktion: Avi Arad, Phil Lord, Christopher Miller, Amy Pascal und Christina Steinberg

### Bester Dokumentarfilm
20 Tage in Mariupol (20 днів у Маріуполі, 20 dniw u Mariupoli) – Regie: Mstyslaw Tschernow; Produktion: Raney Aronson-Rath
- American Symphony – Regie: Matthew Heineman; Produktion: Lauren Domino und Joedan Okun
- Beyond Utopia – Regie: Madeleine Gavin; Produktion: Rachel Cohen und Jana Edelbaum
- Still: A Michael J. Fox Movie – Regie: Davis Guggenheim; Produktion: Davis Guggenheim, Jonathan King und Annetta Marion
- Wham! – Regie/Produktion: Chris Smith

### Beste Regie
Christopher Nolan – Oppenheimer
- Bradley Cooper – Maestro
- Jonathan Glazer – The Zone of Interest
- Andrew Haigh – All of Us Strangers
- Alexander Payne – The Holdovers
- Justine Triet – Anatomie eines Falls (Anatomie d’une chute)

### Bestes Originaldrehbuch
Arthur Harari und Justine Triet – Anatomie eines Falls (Anatomie d’une chute)
- Noah Baumbach und Greta Gerwig – Barbie
- Bradley Cooper und Josh Singer – Maestro
- David Hemingson – The Holdovers
- Celine Song – Past Lives – In einem anderen Leben (Past Lives)

### Bestes adaptiertes Drehbuch
Cord Jefferson – Amerikanische Fiktion (American Fiction)
- Jonathan Glazer – The Zone of Interest
- Andrew Haigh – All of Us Strangers
- Tony McNamara – Poor Things
- Christopher Nolan – Oppenheimer

### Bester Hauptdarsteller
Cillian Murphy – Oppenheimer
- Bradley Cooper – Maestro
- Colman Domingo – Rustin
- Paul Giamatti – The Holdovers
- Barry Keoghan – Saltburn
- Yoo Teo – Past Lives – In einem anderen Leben (Past Lives)

### Beste Hauptdarstellerin
Emma Stone – Poor Things
- Fantasia Barrino – Die Farbe Lila (The Color Purple)
- Sandra Hüller – Anatomie eines Falls (Anatomie d’une chute)
- Carey Mulligan – Maestro
- Vivian Oparah – Rye Lane
- Margot Robbie – Barbie

### Beste Nebendarstellerin
Da’Vine Joy Randolph – The Holdovers
- Emily Blunt – Oppenheimer
- Danielle Brooks – Die Farbe Lila (The Color Purple)
- Claire Foy – All of Us Strangers
- Sandra Hüller – The Zone of Interest
- Rosamund Pike – Saltburn

### Bester Nebendarsteller
Robert Downey Jr. – Oppenheimer
- Robert De Niro – Killers of the Flower Moon
- Jacob Elordi – Saltburn
- Ryan Gosling – Barbie
- Paul Mescal – All of Us Strangers
- Dominic Sessa – The Holdovers

### Beste Filmmusik
Ludwig Göransson – Oppenheimer
- Jerskin Fendrix – Poor Things
- Daniel Pemberton – Spider-Man: Across the Spider-Verse
- Robbie Robertson (posthum) – Killers of the Flower Moon
- Anthony Willis – Saltburn

### Bestes Casting
Susan Shopmaker – The Holdovers
- Cynthia Arra – Anatomie eines Falls (Anatomie d’une chute)
- Kahleen Crawford – All of Us Strangers
- Rene Haynes und Ellen Lewis – Killers of the Flower Moon
- Isabella Odoffin – How to Have Sex

### Beste Kamera
Hoyte van Hoytema – Oppenheimer
- Matthew Libatique – Maestro
- Rodrigo Prieto – Killers of the Flower Moon
- Robbie Ryan – Poor Things
- Łukasz Żal – The Zone of Interest

### Bester Schnitt
Jennifer Lame – Oppenheimer
- Yorgos Mavropsaridis – Poor Things
- Thelma Schoonmaker – Killers of the Flower Moon
- Laurent Sénéchal – Anatomie eines Falls (Anatomie d’une chute)
- Paul Watts – The Zone of Interest

### Bestes Szenenbild
Shona Heath, Zsuzsa Mihalek und James Price – Poor Things
- Ruth De Jong und Claire Kaufman – Oppenheimer
- Jack Fisk und Adam Willis – Killers of the Flower Moon
- Sarah Greenwood und Katie Spencer – Barbie
- Chris Oddy – The Zone of Interest

### Bestes Kostümdesign
Holly Waddington – Poor Things
- David Crossman und Janty Yates – Napoleon
- Jacqueline Durran – Barbie
- Ellen Mirojnick – Oppenheimer
- Jacqueline West – Killers of the Flower Moon

### Bestes Make-up und beste Frisuren
Mark Coulier, Nadia Stacey und Josh Weston – Poor Things
- Kay Georgiou und Thomas Nellen – Killers of the Flower Moon
- Kay Georgiou, Siân Grigg, Lori McCoy-Bell und Kazuhiro Tsuji – Maestro
- Jana Carboni, Satinder Chumber, Francesco Pegoretti und Julia Vernon – Napoleon
- Luisa Abel, Jason Hamer, Jaime Leigh McIntosh und Ahou Mofid – Oppenheimer

### Bester Ton
Johnnie Burn und Tarn Willers – The Zone of Interest
- Angelo Bonanni, Tony Lamberti, Andy Nelson, Lee Orloff und Bernard Weiser – Ferrari
- Chris Burdon, James Mather, Chris Munro und Mark Taylor – Mission: Impossible – Dead Reckoning Teil Eins (Mission: Impossible – Dead Reckoning Part One)
- Willie D. Burton, Richard King, Kevin O’Connell und Gary A. Rizzo – Oppenheimer
- Richard King, Steven A. Morrow, Tom Ozanich, Jason Ruder und Dean A. Zupancic – Maestro

### Beste visuelle Effekte
Simon Hughes – Poor Things
- Henry Badgett, Neil Corbould, Charley Henley und Luc-Ewen Martin-Fenouillet – Napoleon
- Theo Bialek, Stéphane Ceretti, Alexis Wajsbrot und Guy Williams – Guardians of the Galaxy Vol. 3
- Jonathan Bullock, Charmaine Chan, Ian Comley und Jay Cooper – The Creator
- Simone Coco, Neil Corbould, Jeff Sutherland und Alex Wuttke – Mission: Impossible – Dead Reckoning Teil Eins (Mission: Impossible – Dead Reckoning Part One)

### Bester britischer animierter Kurzfilm
Crab Day – Regie: Ross Stringer; Produktion: Bartosz Stanislawek und Aleksandra Sykulak
- Visible Mending – Regie: Samantha Moore; Produktion: Tilley Bancroft
- Wild Summon – Regie: Karni Arieli und Saul Freed; Produktion: Karni Arieli, Saul Freed und Jay Woolley

### Bester britischer Kurzfilm
Jellyfish and Lobster – Regie: Yasmin Afifi; Produktion: Elizabeth Rufai
- Festival of Slaps – Regie: Abdou Cissé; Produktion: Cheri Darbon und George Telfer
- Gorka – Regie: Joe Weiland; Produktion: Alex Jefferson
- Such a Lovely Day – Regie: Simon Woods; Produktion: Emma Norton, Kate Phibbs und Polly Stokes
- Yellow – Regie: Elham Ehsas; Produktion: Azeem Bhati, Elham Ehsas, Yiannis Manolopoulos und Dina Mousawi

### Publikumspreis – Beste darstellerische Nachwuchsleistung (EE Rising Star Award)
Mia McKenna-Bruce
- Phoebe Dynevor
- Ayo Edebiri
- Jacob Elordi
- Sophie Wilde

## Ehrenpreise

### Bester britischer Beitrag zum Kino (Outstanding British Contribution to Cinema Award)
- June Givanni – Gründerin des June Givanni Pan African Cinema Archive (JGPACA)

### Academy Fellowship
- Samantha Morton – britische Schauspielerin und Regisseurin